# 2 (álbum de Dover)
2 es un álbum recopilatorio de la banda de rock española Dover. Es un doble CD recopilatorio con los mejores éxitos de la banda (entre ellos: Serenade, Devil Came to Me (canción de Dover) y Loli Jackson, canción por la que crearon un sello discográfico del mismo nombre).
En el CD 1 se incluyen sus grandes éxitos y en el CD 2 un nuevo tema, titulado Soldier, las versiones pop de 5 de sus grandes éxitos y los éxitos de su último disco Follow the city lights. 

## Lista de canciones
Todas las canciones están remasterizadas digitalmente.

Todas las canciones escritas y compuestas por Amparo Llanos y Cristina Llanos. 
| CD 1  |                                |          |  |
| N.º   | Título                         | Duración |  |
| 1.    | «Serenade»                     | 3:54     |  |
| 2.    | «Loli Jackson»                 | 3:26     |  |
| 3.    | «Devil Came To Me»             | 4:36     |  |
| 4.    | «Judas»                        | 3:58     |  |
| 5.    | «Cherry Lee»                   | 3:32     |  |
| 6.    | «DJ»                           | 3:13     |  |
| 7.    | «Flashback»                    | 3:16     |  |
| 8.    | «The Hitter»                   | 2:41     |  |
| 9.    | «Far»                          | 3:12     |  |
| 10.   | «King George»                  | 2:55     |  |
| 11.   | «The Weak Hour Of The Rooster» | 4:29     |  |
| 12.   | «Better Day»                   | 3:16     |  |
| 13.   | «The Flame»                    | 2:22     |  |
| 14.   | «Mi Sombrero»                  | 2:41     |  |
| 47:31 |                                |          |  |

| CD 2  |                           |          |  |
| N.º   | Título                    | Duración |  |
| 1.    | «Soldier»                 | 3:19     |  |
| 2.    | «Serenade 07»             | 4:11     |  |
| 3.    | «DJ Push It»              | 4:42     |  |
| 4.    | «Cherry Lee 07»           | 4:13     |  |
| 5.    | «King George 07»          | 4:16     |  |
| 6.    | «Devil Came To Me 07»     | 6:10     |  |
| 7.    | «Let Me Out»              | 4:20     |  |
| 8.    | «Keep On Moving»          | 3:24     |  |
| 9.    | «Do Ya»                   | 3:00     |  |
| 10.   | «Tonight»                 | 3:59     |  |
| 11.   | «Let Me Out (Spam Remix)» | 6:13     |  |
| 47:47 |                           |          |  |

## Personal
Dover
- Cristina Llanos – Voz y guitarra acústica
- Amparo Llanos – Guitarras
- Jesús Antúnez – Batería
- Samuel Titos – Bajo

## Listas y certificaciones

### Listas semanales
| Lista (2007)               | Mejor posición |
| -------------------------- | -------------- |
| Lista de álbumes españoles | 30             |